# Садове (Чортківський район)

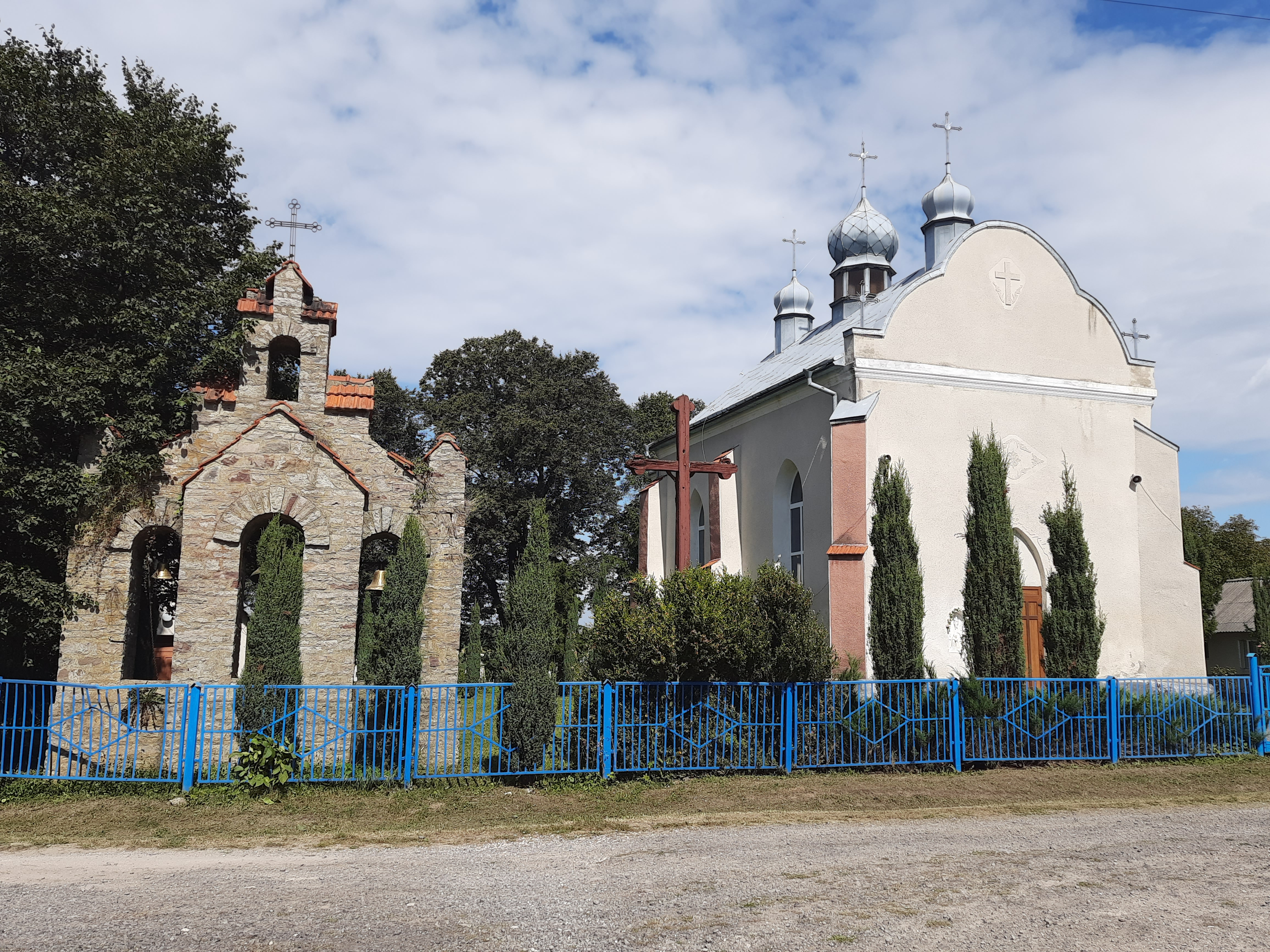
Церква Різдва Пресвятої Богородиці

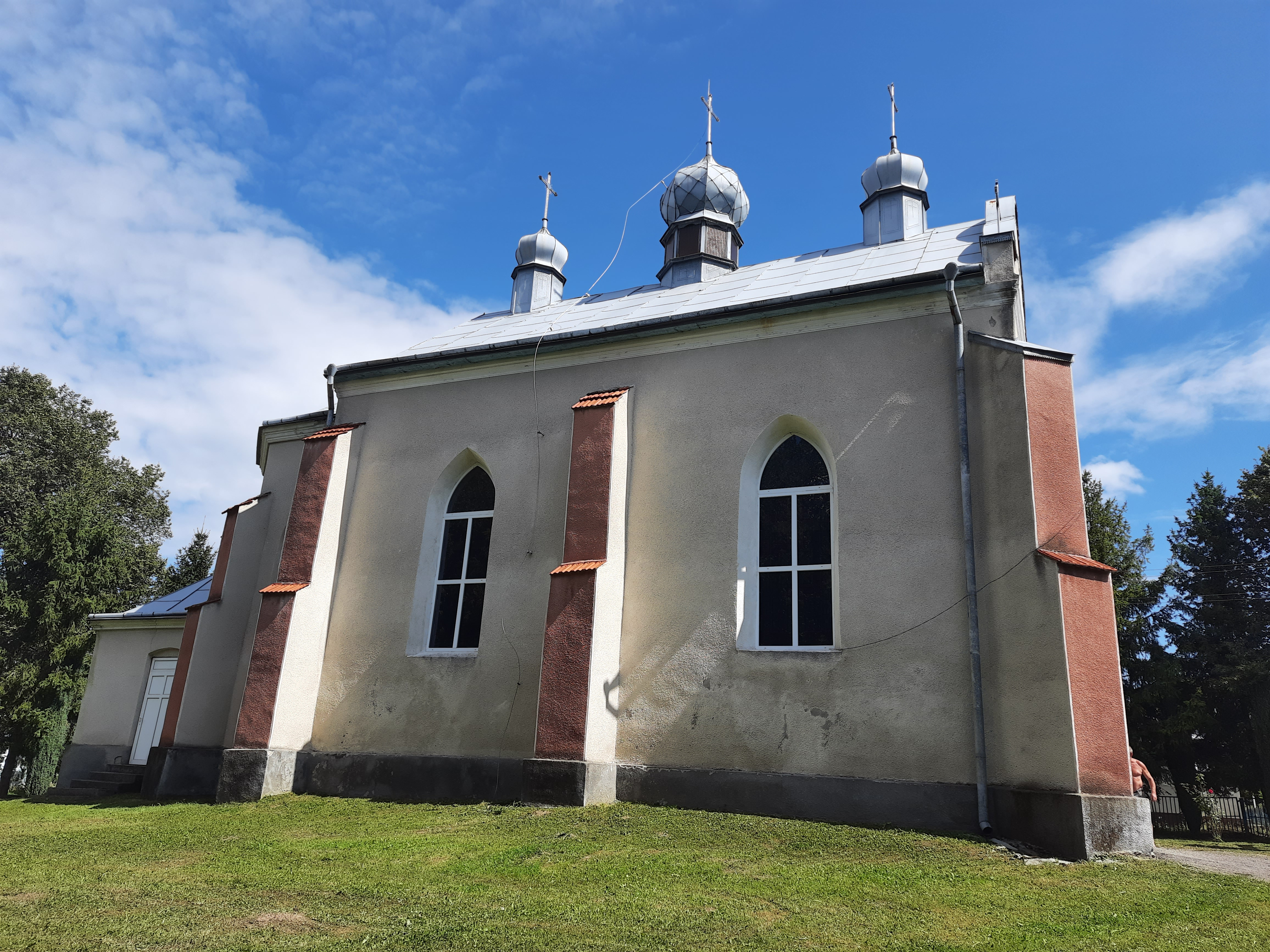
Церква Різдва Пресвятої Богородиці

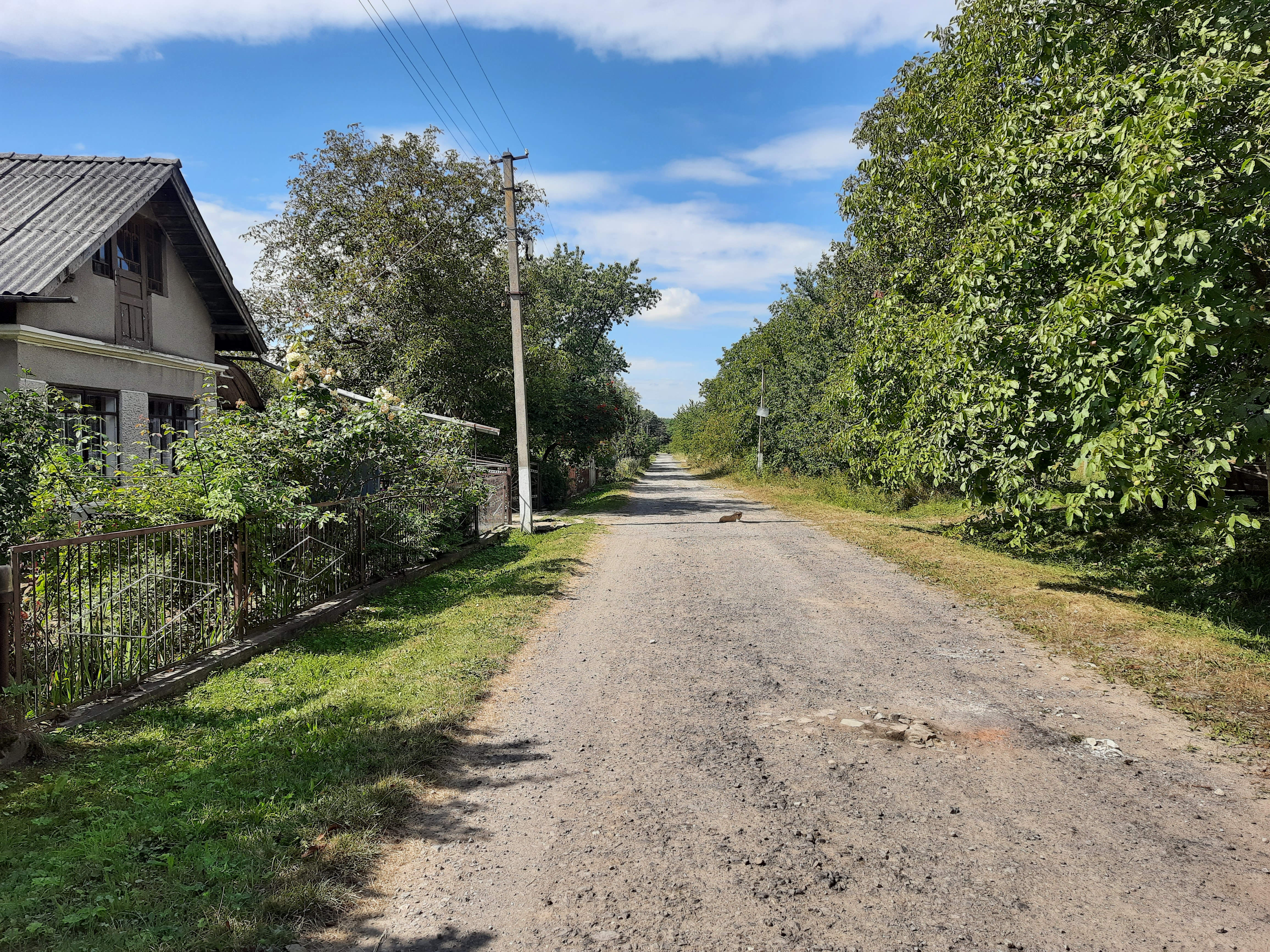
Сільська вулиця

Садове́ — село Коропецької селищної громади Чортківського району Тернопільської області. Розташоване на півдні району. До 1946 називалося Новосілка Коропецька. До Садового приєднано хутір Кізя; у зв'язку з переселенням мешканців хутір Пужники (колишнє село Пужники) виведений з облікових даних.
Від вересня 2015 року ввійшло у склад Коропецької селищної громади.
Населення — 191 особа (2015).

## Історія

### XVIII століття
Село було засноване близько 1724 року польськими шляхтичами. Заселення Новосілки Коропецької тривало до XVIII ст.
Осіле на цій території дворянство мало сплачувати щорічну оренду за землю. Були випадки, коли родина не платила оренду і її виселяли із села, а на залишеному нею місці, влаштовували людей із сусіднього селища Коропець.
У 1772 році Новосілка Коропецька потрапила до складу Австро-Угорської імперії. У 1788 році війтом Новосілки Коропецької був Пйотр Токарський.

### XIX століття
У 1819 р. у Новосілці було 37 номерів будинків. Кожна сім'я мала, в середньому, 6-7 земельних ділянок.
У той час буковий ліс, що оточував село із заходу, та велике пасовище, яке називалося «толока» (назва збереглася і до наших днів), були у власності польських шляхтичів роду Потоцьких, а пізніше — Мисловських. Війтом села тоді був Францішек Малітовський.
Близько 1810 року в Новосілці вздовж дороги, яка прилягає до «гостинця» (пол. Gościniec — шосе; назва збереглася й до наших днів) поселилися сім'ї українців з роду Гладких, Собків, Скрипник, Мацьків, Майданських та Поперечних.
У 1831 р.  у селі спалахнула епідемія холери.
Оскільки Новосілка Коропецька входила до складу Австрійської імперії, то місцеві мешканці також брали участь у австро-італо-французькій (1859 рік) та австро-пруській (1866 рік) війнах.
У 1860—1870 рр. відбувся тимчасовий наплив до села ремісників із усієї Галичини, а також колишніх солдатів, що дислокувалися в Бучачі. Вони прожили в Новосілці в середньому 2-5 років, після чого повернулися на батьківщину. На той час село налічувало близько 70 номерів будинків.
У 1872 році до села прибув Ігнатій Кшижановський, який був вчителем, і створив у Новосілці осередок польського гімнастичного товариства «Сокіл».
У 1880 році Новосілка Коропецька увійшла до складу Бучацького повіту.
У 1881 році війтом села був обраний Ян Пйотровський. Він був відставним кавалеристом австро-угорської армії. На той час, коли обіймав посаду голови села, Пйотровський був заможною людиною, що дало йому можливість впливати на місцеву політику в повіті.

### XX століття
У 1900 році війт села Ян Пйотровський вирішив подбати про виховання молоді. Він найняв на роботу декількох вчителів: Чичоцького, Гриневецьку, Кшижановську та Шімчукова. Однак, ці вчителі не виправдали покладених на них сподівань. У 1906 році було збудовано цегляну школу, якою опікувалися три монахині Ордену францисканців. Найважливішу роль у вихованні молоді відіграла сестра Аполонія Вандович, вона навчала дітей у школі з 1 вересня 1906 року.
Новосілчани у Першій світовій війні
Багато новосілчан брали участь у Першій світовій війні, зокрема, у складі 58-го Галицького піхотного полку, 95 та
77 піхотних полків, 8 кавалерійської дивізії, 11 польової артилерійської бригади, 20 та 36 піхотних полків національної оборони. Усі ці війська входили до складу 11-ї австро-угорської армії. Вони воювали з Росією, Італією (в битві при Ізонцо) та в Сербії.
У 1918 році багато новосілчан повернулися до своїх домівок через Угорщину, але також були випадки, коли з італійського полону вони потрапляли до першого польського корпусу, що формувався на заході під командуванням генерала Юзефа Галлера.
Поранені у Першій світовій війні солдати з Новосілки:  Іван Гладкий (1872 року народження, служив у 20-му полку ландвер; ув'язнений у Рязані), Юзеф Мілевський (1892 року народження, служив у 20-му полку ландвер; ув'язнений у Петропавловську), Стефан Звоєвський (1894 року народження, служив у 77-му піхотному полку австро-угорської армії), Юзеф Пйотровський (1872 року народження, служив у 20-му полку ландвер; ув'язнений у Нижньому Новгороді), Юзеф Базан, 1896 року народження, служив у 95-му піхотному полку австро-угорської армії, керував важкими кулеметами).

## Політика

### Парламентські вибори, 2019
На позачергових парламентських виборах 2019 року у селі функціонувала окрема виборча дільниця № 610707, розташована у приміщенні сільської ради.
Результати
- зареєстровано 138 виборців, явка 49,28%, найбільше голосів віддано за Радикальну партію Олега Ляшка — 39,71%, за «Слуга народу» — 14,71%, за «Європейську Солідарність» і Українську стратегію Гройсмана — по 10,29%.[2] В одномандатному окрузі найбільше голосів отримала Алла Стечишин (самовисування) — 47,06%, за Миколу Люшняка (самовисування) — 41,18%, за Романа Василіцького (Об'єднання «Самопоміч») — 4,41%[3].

## Пам'ятки
- Ботанічні пам'ятки природи місцевого значення Коропецька ясенина та Лісові культури модрини європейської.
- Споруджено пам'ятник першій жінці, удостоєній найвищої військової нагороди Польщі — Хреста військової доблесті, Герою Радянського Союзу Анєлі Кшивонь (1979 р., скульптор В. Садовник).

## Релігія
У Садовому є храм Різдва Пресвятої Богородиці Бучацької єпархії Української Греко-Католицької Церкви.
Дана релігійна споруда (у минулому костел святого Йосипа Опікуна) була зведена в 1908—1911 роках на пожертви графині Ядвіги Бадені та належала Римо-Католицькій Церкві. Освячення костелу відбулося 7 травня 1911 року священником о. Дзюбаном із містечка Бариша. Невдовзі після освячення костелу його відвідав архиєпископ Юзеф Більчевський.
З приходом окупаційної радянської влади на захід України, костел перетворили на склад мінеральних добрив.
Після здобуття Україною незалежності, костел перейшов у власність УГКЦ та був реставрований в 1992 році.
У храмі зберігається різьблена статуя святого Антонія Падевського, яка вціліла після пожежі в костелі святого Антонія в сусідньому селі Пужниках.

## Соціальна сфера
Працюють ЗОШ 1 ступеня, клуб, бібліотека, ФАП, торговельний заклад.

## Відомі люди
У Садовому (хутір; колишнє село, населене майже виключно поляками Пужники) народилася Анєля Кшивонь — Герой Радянського Союзу.